# Фрунзе (Іглінський район)
Фру́нзе (рос. Фрунзе, башк. Фрунзе) — присілок у складі Іглінського району Башкортостану, Росія. Входить до складу Калтимановської сільської ради.
Населення — 163 особи (2010; 161 в 2002).
Національний склад:
- білоруси — 55 %
- росіяни — 35 %